# TREASURES 〜世界が終わっても〜
「TREASURES 〜世界が終わっても〜」（トレジャーズ 〜せかいがおわっても〜）は、ピストルバルブのメジャーデビューシングル。2007年4月25日発売。発売元はR and C Ltd.。

## 解説
初回限定版は「TREASURES 〜世界が終わっても〜」のビデオクリップのDVD付き。

## 収録曲
1. TREASURES 〜世界が終わっても〜
（作詞:峯音+ピストルバルブ 作曲:早川大地+ピストルバルブ 編曲・ホーンアレンジ:永田“zelly”健志+ピストルバルブ）
フジテレビ系『ザ・ベストハウス123』初代エンディングテーマ（ - 2007年5月）
2. YES or NO
（作詞:峯音+ピストルバルブ 作曲:永田“zelly”健志 編曲・ホーンアレンジ:永田“zelly”健志+ピストルバルブ）
3. Tiki Tiki Shuffle
（作詞:峯音+ピストルバルブ 作曲:永田“zelly”健志 編曲:永田“zelly”健志+ピストルバルブ ホーンアレンジ:ラム・アスカ）
トロンボーン担当のラム・アスカが初めてホーンアレンジした楽曲である。